# Patience Rocks
Die Patience Rocks sind eine Gruppe von Klippenfelsen westlich der Antarktischen Halbinsel. Sie liegen 2,5 km nordwestlich von Avian Island vor dem südlichen Ende der Adelaide-Insel.
Das UK Antarctic Place-Names Committee benannte sie 1964 nach Donald Patience (* 1941), Mitglied einer hydrographischen Einheit der Royal Navy, die 1963 Kartierungen dieses Gebiets vorgenommen hatte.